# Hardy Binguila
Hardy Alain Samarange Binguila (Pointe-Noire, 17 luglio 1996) è un calciatore congolese (Repubblica del Congo), centrocampista dei Diables Noirs.

## Carriera

### Club
Dal 2015 al 2017 ha giocato nelle serie minori francesi con la squadra riserve dell'Auxerre.
Il 31 agosto 2017 viene acquistato a titolo definitivo dalla squadra albanese del Tirana.

### Nazionale
Ha esordito in nazionale maggiore nel 2013.

## Palmarès

### Club

#### Competizioni nazionali
- Supercoppa d'Albania: 1

Tirana: 2017